# کارل تئودور آنتون ماریا فن دالبرگ
کارل تئودور آنتون ماریا فن دالبرگ  (انگلیسی: Karl Theodor Anton Maria von Dalberg؛ ۸ فوریهٔ ۱۷۴۴ – ۱۰ فوریهٔ ۱۸۱۷) یک اسقف اعظم، و کشیش اهل آلمان بود.